# 倫敦教區
聖公會倫敦教區（英語：Diocese of London）是英格蘭教會坎特伯雷教省下面的一個教區。轄區包括大倫敦泰晤士河以北、利亞河以西的大部分地區，以及薩里郡小部。
座堂是聖保羅座堂。下分五個副主教區、會吏長區及會吏區若干，管理413個堂區。